# Małgorzata Sidor-Rządkowska
Małgorzata Sidor-Rządkowska – polski naukowiec i wykładowca akademicki.

## Biografia
Magister filozofii Uniwersytetu Warszawskiego (specjalizacja etyka), doktor nauk humanistycznych (dziedzina: polityka społeczna) UW, habilitację uzyskała w dyscyplinie nauk o zarządzaniu i jakości. Uznana specjalistka w obszarze zarządzania kapitałem ludzkim, zaliczana do grona osób, które wywarły największy wpływ na kształtowanie standardów nowoczesnego HR-u w Polsce.
Jest pracownikiem naukowym Politechniki Warszawskiej, wykładowcą Krajowej Szkoły Administracji Publicznej, prowadzi także zajęcia gościnne na uniwersytetach w Białymstoku, Lublinie i Łodzi oraz w Akademii Leona Koźmińskiego w Warszawie. Współtwórca i wykładowca Podyplomowego Studium Coachingu i Mentoringu oraz Podyplomowego Studium Trenerów Grupowych przy Laboratorium Psychoedukacji i Szkole Wyższej Psychologii Społecznej w Warszawie. Posiada ponad 18-letnie doświadczenie pracy jako wykładowca na studiach MBA prowadzonych we współpracy z Oxford Brookes University.
Pełni funkcję eksperta Narodowej Agencji Wymiany Akademickiej, trenera, coacha i konsultanta zarówno w organizacjach biznesowych, jak i pozakomercyjnych.  Opracowała kilkadziesiąt programów szkoleniowych, w tym kilkanaście programów szkoleń e-learning. Za scenariusze tych programów zespół, w którym uczestniczyła otrzymał godło „Teraz Polska”. W uznaniu zasług w podnoszeniu poziomu kompetencji kadry kierowniczej Polskie Towarzystwo Trenerów Biznesu przyznało jej tytuł członka honorowego.
Autorka 11 książek i ponad 100 artykułów poświęconych wspieraniu rozwoju ludzi i organizacji. Opublikowana w 2021 roku w wydawnictwie Wolters Kluwer książka Kształtowanie przestrzeni pracy. Praca w biurze, praca zdalna, coworking została nominowana do nagrody głównej "Economicus" Dziennika Gazeta Prawna.

## Życie prywatne
Od drugiego roku studiów w związku małżeńskim z matematykiem Grzegorzem Rządkowskim, z którym ma dwóch synów: Wojciecha (ur. 1992, dr fizyki) i Stanisława (ur. 1996, lekarz w trakcie specjalizacji z chirurgii).

## Ważne publikacje
- M. Sidor-Rządkowska, Kształtowanie nowoczesnych systemów ocen okresowych, wyd. I, Kraków: Oficyna Ekonomiczna, Dom Wydawniczy ABC, 2000, ISBN 978-83-264-4150-9. Brak numerów stron w książce
- M. Sidor-Rządkowska, Zwolnienia pracowników a polityka personalna organizacji, wyd. I, Kraków: Oficyna Ekonomiczna. Dom Wydawniczy ABC, 2003, ISBN 978-83-8187533-2. Brak numerów stron w książce
- M. Sidor-Rządkowska, Kompetencyjne systemy ocen pracowników. Przygotowanie, wdrażanie i integrowanie z innymi systemami ZZL, wyd. I, Warszawa: Wydawnictwo Wolters Kluwer, 2006, ISBN 978-83-8187-742-8. Brak numerów stron w książce
- M. Sidor-Rządkowska (red.), Coaching. Teoria, praktyka, studia przypadków, wyd. I, Warszawa: Wydawnictwo Wolters Kluwer, 2009, ISBN 978-83-8246-123-7. Brak numerów stron w książce
- M. Sidor-Rządkowska, Zarządzanie personelem w małej firmie, wyd. I, Kraków: Oficyna Ekonomiczna, Dom Wydawniczy ABC, 2004, ISBN 978-83-8187-251-5. Brak numerów stron w książce
- M. Sidor-Rządkowska, Profesjonalny coaching. Zasady i dylematy etyczne w pracy coacha, wyd. I, Warszawa: Wydawnictwo Wolters Kluwer, 2012, ISBN 978-83-264-3785-4. Brak numerów stron w książce
- M. Sidor-Rządkowska, Zarządzanie zasobami ludzkimi w administracji publicznej. Ocena i rozwój członków korpusu służby cywilnej, wyd. I, Warszawa: Wydawnictwo Wolters Kluwer, 2013, ISBN 978-83-264-4126-4. Brak numerów stron w książce
- M. Sidor-Rządkowska (red.), Mentoring. Teoria, praktyka, studia przypadków, wyd. I, Warszawa: Wydawnictwo Wolters Kluwer, 2014, ISBN 978-83-264-3256-9. Brak numerów stron w książce
- M. Sidor-Rządkowska, Coaching kariery. Doradztwo zawodowe w warunkach współczesnego rynku pracy, wyd. I, Warszawa: Wydawnictwo Wolters Kluwer, 2018, ISBN 978-83-8124-551-7. Brak numerów stron w książce
- M. Sidor-Rządkowska, Kształtowanie przestrzeni pracy. Praca w biurze, praca zdalna, coworking, wyd. I, Warszawa: Wydawnictwo Wolters Kluwer, 2021, ISBN 978-83-8223-387-2. Brak numerów stron w książce
- M. Sidor-Rządkowska, Ł. Sienkiewicz, Cyfrowy HR. Organizacja w warunkach transformacji technologicznej, wyd. I, Warszawa: Wydawnictwo Wolters Kluwer, 2023, ISBN 978-83-8328-367-8. Brak numerów stron w książce

## Odznaczenia
- Medal Komisji Edukacji Narodowej[1]